# Утшайд
Утшайд (нім. Utscheid) — громада в Німеччині, розташована в землі Рейнланд-Пфальц. Входить до складу району Бітбург-Прюм. Складова частина об'єднання громад Зюдайфель.
Площа — 5,75 км2. Населення становить 424 ос. (станом на 31 грудня 2020).

## Галерея

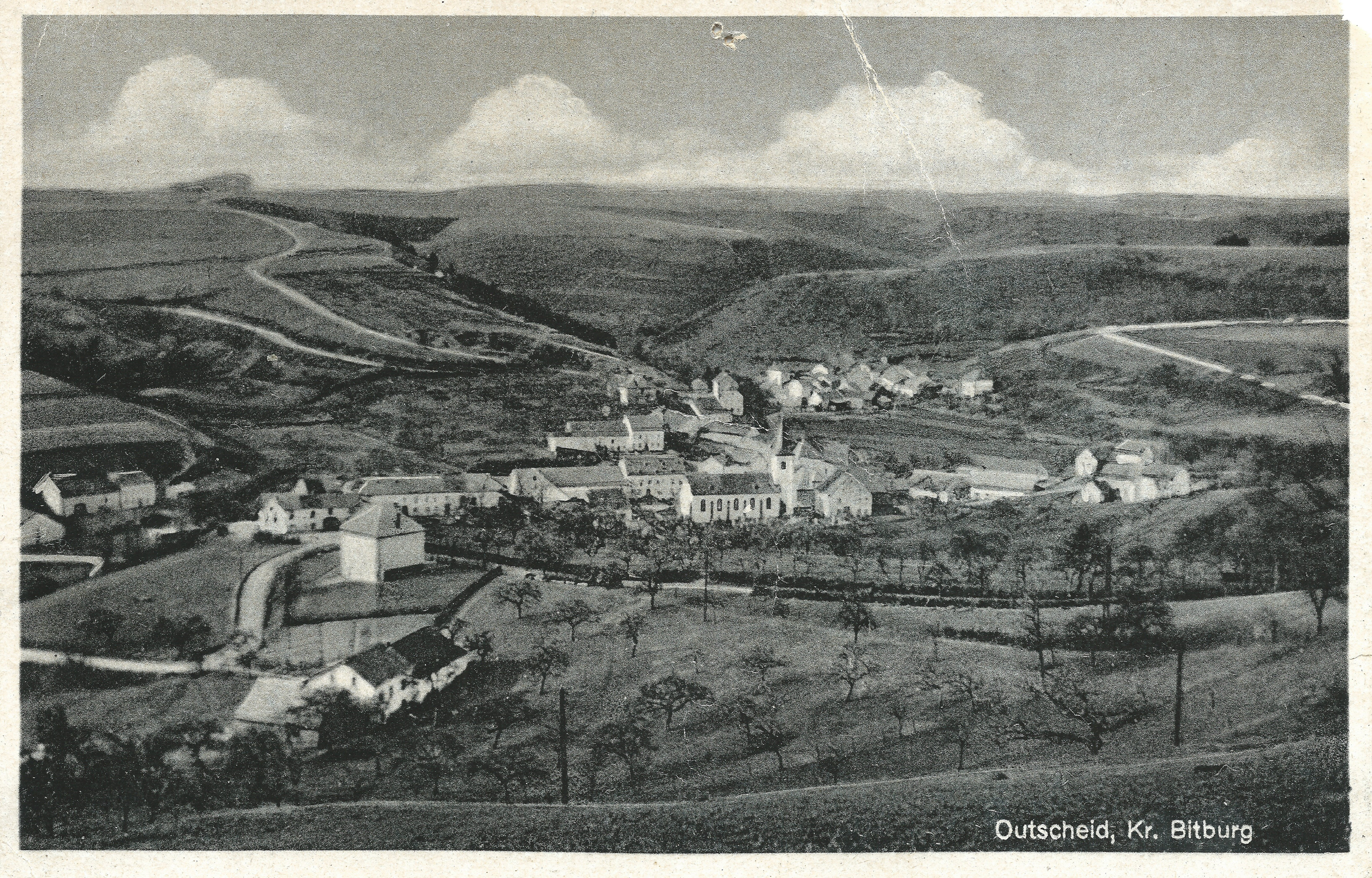
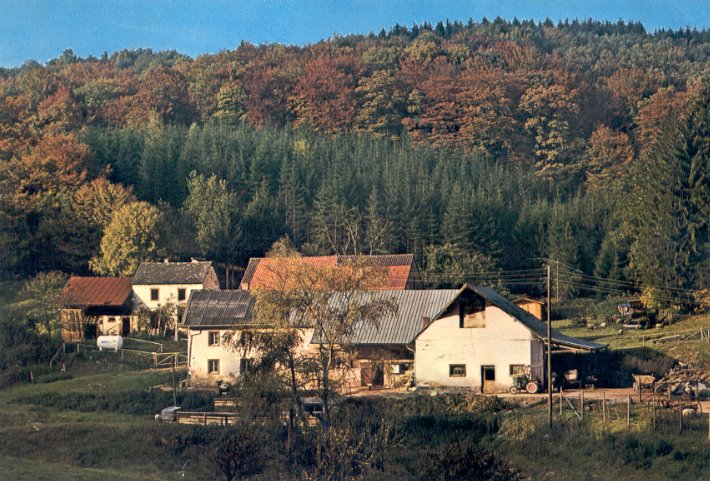
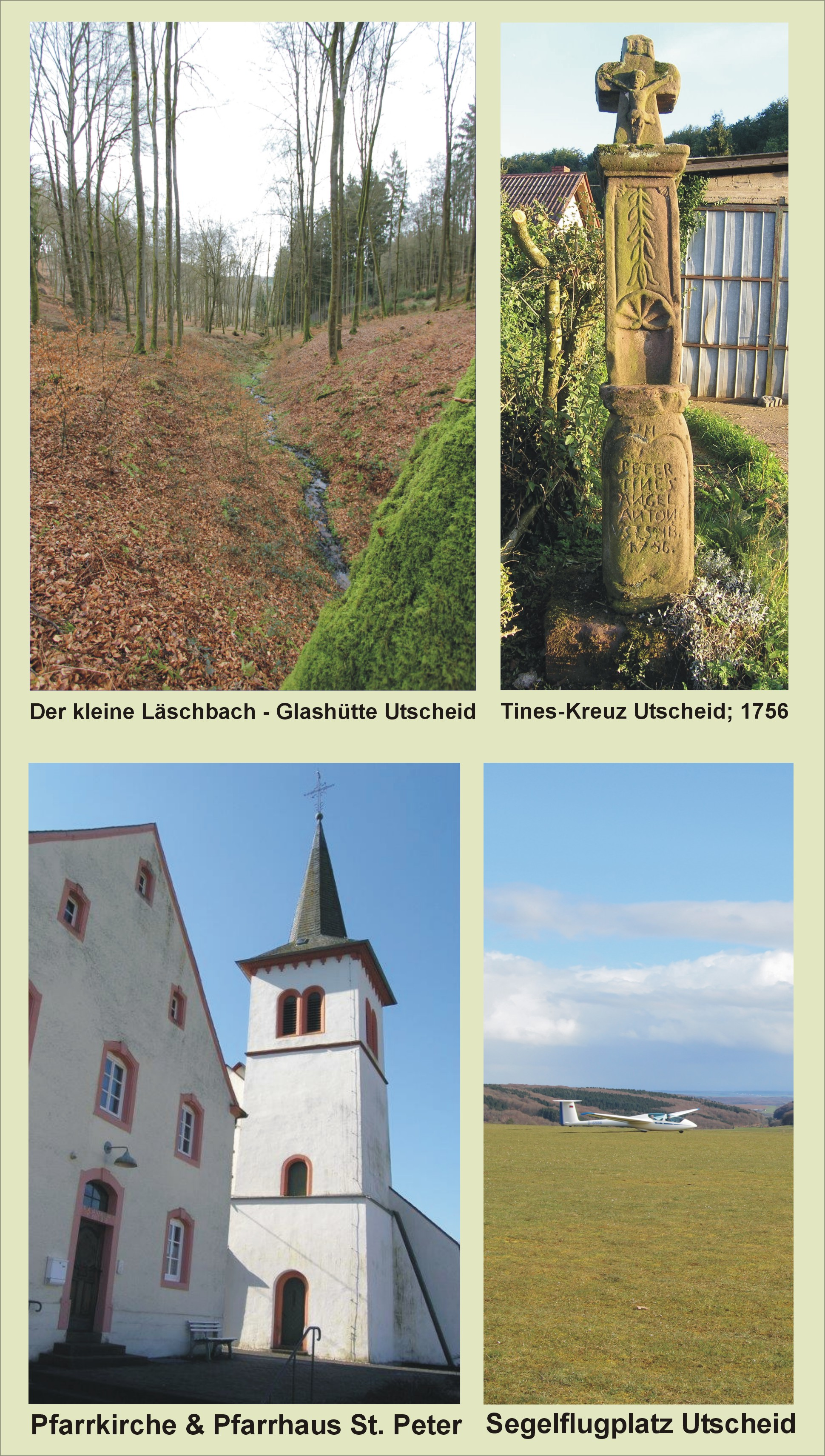